# Ordingen

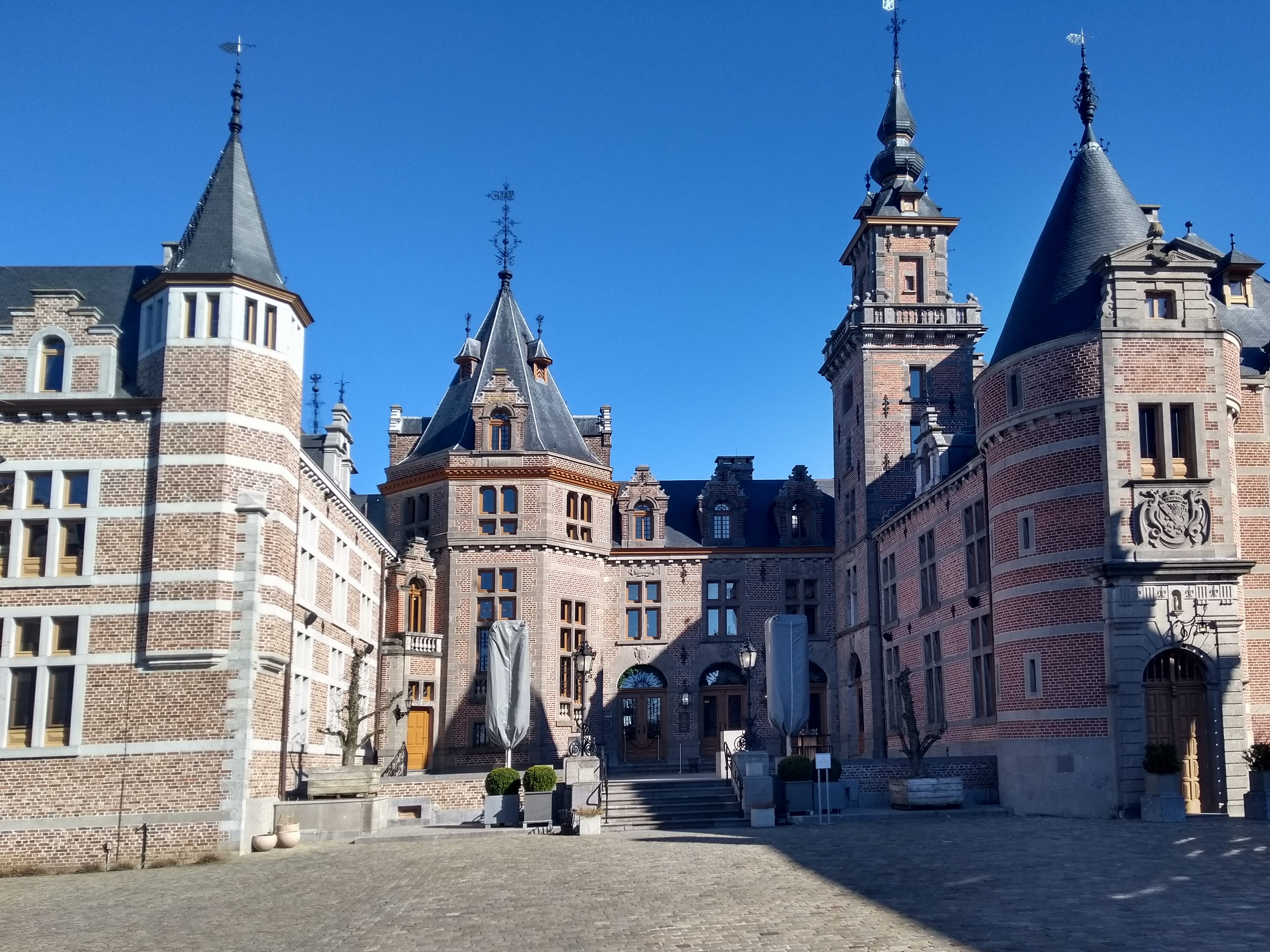
Kasteel van Ordingen

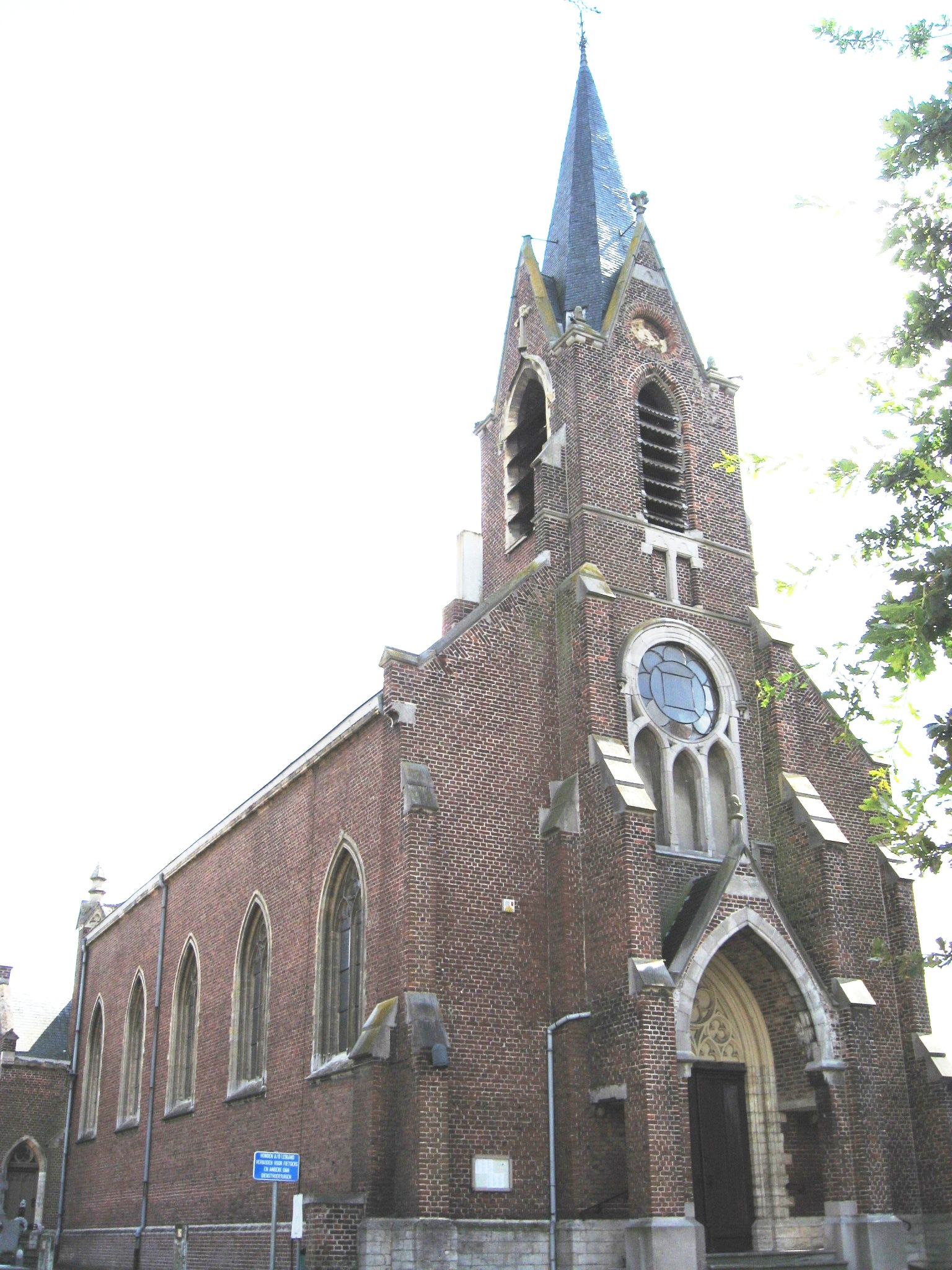
De Sint-Harlindis en Relindiskerk

Ordingen is een dorp in de Belgische provincie Limburg en een deelgemeente van Sint-Truiden, het was een zelfstandige gemeente tot aan de gemeentelijke herindeling van 1971. 
Het Haspengouws dorp ligt op 4 kilometer ten oosten van Sint-Truiden en aan de weg tussen Brustem en Zepperen. Sinds de jaren 1950 heeft het zich ontwikkeld van een landbouwdorp naar een woondorp.

## Etymologie
Ordingen wordt voor het eerst vermeld in 1192 als Ardinghen. Dit is een samenstelling van een persoonsnaam, en een -heem uitgang: Woonplaats van de lieden van Ardo.

## Geschiedenis
Ordingen was eerst eigendom van het hof van Luik. In 1467 was Ordingen het toneel van de Slag bij Brustem. Het kasteel van de heer van Ordingen gaat volledig in vlammen op maar het wordt nadien terug opgebouwd.
In 1551 werd Ordingen een leen van het kapittel van Maaseik, alvorens in 1611 verkocht te worden aan de Duitse Orde, die reeds Alden Biesen bezat. Enige tijd later werd vanuit Alden Biesen de Commanderij van Ordingen gesticht. In 1633 nam de commandeur zijn intrek in het kasteel van Ordingen en werd dit omgebouwd tot een waterburcht.
Te Ordingen was er reeds vroeg een parochie met een kerk die afhing van de Sint-Genovevaparochie van Zepperen. De kerk van Ordingen werd al vermeld in 1322.
Bij het ontstaan van de gemeenten in 1795 werd Ordingen een zelfstandige gemeente. Het was aanvankelijk een landbouwdorp dat zich ontwikkelde langs de weg van Zepperen naar Brustem. Vanaf de tweede helft van de 19e eeuw ontwikkelde het dorp zich verder langs de steenweg tussen Sint-Truiden en Tongeren in het zuiden. Na de Tweede Wereldoorlog kwam er lintbebouwing aan de steenweg, maar ook het park van de voormalige Commanderij werd volledig verkaveld voor woningbouw.
In 1971 werd de gemeente Ordingen opgeheven en bij Brustem gevoegd. In 1977 werd ook Brustem opgeheven en werden beiden deelgemeenten van Sint-Truiden.

## Bezienswaardigheden
- De resten van de burcht van de Commanderij van Alden Biesen, het Kasteel van Ordingen, waarvan het poortgebouw, een hoektoren en de commandeurswoning bewaard bleven.
- De neogotische Sint-Harlindis en Relindiskerk. Ze werd gebouwd in 1857 en heeft een doopvont uit 1700 afkomstig uit de kapel van de Commanderij.
- De Heilig-Kruiskapel, uit de 17e eeuw.

## Natuur en landschap
Ordingen is gelegen in de vallei van de Melsterbeek, op de overgang van Droog- naar Vochtig-Haspengouw. De hoogte bedraagt ongeveer 50 meter. De fruitteelt is een belangrijke bedrijfstak.

## Demografische ontwikkeling
Bronnen: NIS - Opm:1831 t/m 1970=volkstellingen

## Nabijgelegen kernen
Brustem, Sint-Truiden, Schurhoven, Zepperen, Rijkel
Deelgemeenten: Aalst · Brustem · Duras · Engelmanshoven · Gelinden · Gorsem · Groot-Gelmen · Halmaal · Kerkom-bij-Sint-Truiden · Ordingen · Runkelen · Sint-Truiden · Velm · Wilderen · Zepperen

Overige kernen: Bevingen · Kortenbos · Melveren · Metsteren · Senselberg

Belgische gemeenten · Arrondissement Hasselt · Limburg · Vlaanderen